# VW 2500
Der als VW 2500 gebaute Containerschiffstyp der Volkswerft Stralsund gilt als der meistgebaute deutsche Containerschiffstyp im 2500-TEU-Segment.

## Geschichte
Der Entwurf ist ursprünglich eine Entwicklung der Lübecker Flender Werft. In den Jahren der Konzernzugehörigkeit zum Bremer Vulkan wurde der Entwurf als BV 2500 von anderen Werften innerhalb des Verbundes gebaut. Zunächst baute die Volkswerft ab 1996 den Schiffstyp als Baureihe VW 2500 für verschiedene deutsche Reedereien. Basierend auf dem Grundtyp entstanden bei der Volkswerft (später P + S Werften GmbH) die weiterentwickelten Typen VW 2500.C2, VW 2500.3 und später der VW 2500.4.
Die MTW-Werft baute den Typ ab 1997 mit leichten Abwandlungen als MTW 2500.

## Einzelheiten
Die Schiffe sind als Mehrzweck-Trockenfrachtschiffe mit weit achterem Deckshaus ausgelegt. In der Hauptsache werden sie im Containertransport eingesetzt. Die Schiffe besitzen drei Laderäume, die mit Pontonlukendeckeln verschlossen werden. Die Containerkapazität beträgt rund 2500 TEU, bei homogen beladenen 14-Tonnen-Containern sind es noch 1894 TEU. Frühe Einheiten besitzen 200 Reeferanschlüsse (Kühlcontainersteckdosen) an Deck, spätere Einheiten meist 300 bis 320 und einzelne Schiffe erhielten danach sogar 420 bis 500 Reeferanschlüsse. Die Schiffe wurden zum Einsatz in Gebieten mit schlecht ausgebauter Hafeninfrastruktur entwickelt und sind daher mit jeweils drei mittschiffs angeordneten Kränen von je 45 Tonnen Kapazität ausgerüstet. Die meisten verbauten Kräne stammen vom Hersteller NMF, andere wurden von McGregor geliefert, einzelne Einheiten verfügen lediglich über eine Kranvorbereitung.
Ein Charakteristikum des 2500-TEU-Typs ist das Deckshaus, welches mit dem integrierten Schornsteinschacht eine Einheit bildet. Die Schiffe sind mit am Heck angeordneten Freifallrettungsbooten ausgerüstet.
Der Antrieb der Schiffe besteht aus einem Zweitakt-Dieselmotor des Herstellers Dieselmotorenwerk Rostock mit einer Leistungen von rund 17.200 kW. Der Motor wirkt direkt auf einen Festpropeller und verfügt über keinen Wellengenerator. Der Motortyp ermöglicht 20 Knoten Dienstgeschwindigkeit und knapp 21 Knoten Höchstgeschwindigkeit. Weiterhin stehen drei Hilfsdiesel und ein Notdiesel-Generator zur Verfügung. Die An- und Ablegemanöver werden durch ein Bugstrahlruder unterstützt.

## Bauliste
| VW-2500-Containerschiffe (Auswahl) | VW-2500-Containerschiffe (Auswahl) | VW-2500-Containerschiffe (Auswahl) | VW-2500-Containerschiffe (Auswahl)               | VW-2500-Containerschiffe (Auswahl)     | VW-2500-Containerschiffe (Auswahl) |
| Bauname                            | Baunummer                          | IMO-Nummer                         | Kiellegung Stapellauf Ablieferung                | Reederei                               | Umbenennungen und Verbleib |
| ---------------------------------- | ---------------------------------- | ---------------------------------- | ------------------------------------------------ | -------------------------------------- | --- |
| Michaela S                         | 416                                | 9153381                            | - 1998                                           | Reederei Schepers & Co., Elsfleth      | Contship Spirit (1997) → Michaela S (2003) → Maersk Nantes (2004) → MSC Cristobal (2007) Michaela S (2009) → Ela S (2016) → 2016 Abbruch in Alang                                          |
| Kerstin S                          | 417                                | 9153393                            | - 1998                                           | H. & R. Schepers, Elsfleth             | P&O Nedlloyd Pantanal (1997) → Valparaiso Express (2005) → Kerstin S (2008) → Stin (2016) → ab 15. Oktober 2016 bei Mahadev Ship Breakers in Alang verschrottet.                           |
| Jümme Trader                       | 418                                | 9158496                            | - 1998                                           | Reederei Hermann Buss, Leer            | fertiggestellt als Monteverde → 2010 Jümme Trader (2010) → 2016 Verschrottung in Alang |
| Laura S                            | 419                                | 9158501                            | - 1998                                           | Reederei Rudolf Schepers, Elsfleth     | Thea S (1998) → TMM Manzanillo (1999) → Lykes Innovator (2000) → Laura S (2001) → NYK Esperanza (2002) → CSAV Peru (2003) → Boxford (2010) → As Tamina (2015) → 2017 Abbruch in Chittagong |
| ZIM Singapore I                    | 420                                | 9158513                            | - 1998                                           | Reederei Heinrich Schepers, Elsfleth   | CCNI Cartagena → Niledutsch Kapstadt → Heinrich S → Rich S → 2017 Abbruch in Alang |
| Ute Oltmann                        | 421                                | 9153408                            | - 1998                                           | MS Ute Oltmann SG, Hamburg             | Cielo di San Francisco → Contship Rangitoto → CP Rangitoto (2005) → Rangitoto (2005) → Ute Oltmann (2006) → Mann (2016) → 2016 Abbruch in Chittagong                                       |
| Atlantic Voyager                   | 422                                | 9153410                            | 3. Oktober 1998 7. Februar 1999 1. März 1999     | Reederei Lauterjung, Emden             | TMM Ensenada → TPL Discovery (2001)→ Trade Bloom (2002) → Clan Intrepid (2005) → Atlantic Voyager (2010) → Xin Feng Bei Lun (2017) → Chennai Voyager (2021)                                |
| Pacific Voyager                    | 423                                | 9158525                            | 17. Dezember 1998 3. Mai 1999 22. Juni 1999      | Reederei Lauterjung, Emden             | APL Mexico → TPL Voyager (2001) → Trade Fosion (2002) → MOL Sprint (2005) → Pacific Voyager (2009) → Emirates Voyager (2021) → Esl Dar Es Salaam (2022)                                    |
| Maersk Mendoza                     | 424                                | 9194866                            | 13. März 1999 9. Juli 1999 5. Oktober 1999       | Nordcapital, Hamburg                   | Indamex Tuticorin (2002) → E.R. Stralsund (2004) → Maersk Napier (2004) → E.R. Stralsund (2009) → TG Poseidon (2013) → Poseidon (2017) → MSC Cheryl 3 (2018)                               |
| Maersk Valencia                    | 425                                | 9194878                            | - Dezember 1999                                  | Nordcapital, Hamburg                   | E.R. Copenhagen (2009) → TG Aphrodite (2013) → 2020 Abbruch in Gadani |
| E.R. Lübeck                        | 426                                | 9222467                            | 9. Juni 2000 4. November 2000 1. Dezember 2000   | Nordcapital, Hamburg                   | E.R. Fuzhou (2001) → CSCL Fuzhou (2001) → E.R. Lübeck (2008) → Areopolis (2014) |
| CCNI Africa                        | 438                                | 9232383                            | - März 2002                                      | Oskar Wehr, Hamburg                    | CSAV Rio Baker (2004) → Wehr Alst (2015) → Wehr Alster (2015) → Alster (2017), 2017 Abbruch in Alang                                                                                       |
| Montemar Salvador                  | 440                                | 9232400                            | - August 2002                                    | Reederei Schepers, Elsfleth            | NYK Pasion (2003) → Montemar Salvador (2004) → Libra Salvador (2004) → Harald S (2009) → Spil Nita (2017)                                                                                  |
| Safmarine Kei                      | 441                                | 9232412                            | - 2002                                           | Reederei Schepers, Elsfleth            | CSAV Rio Petrohue (2004) → Niledutch Shanghai (2009) → Thea S (2013) → Spil Nisaka (2017)                                                                                                  |
| Julius-S.                          | 452                                | 9294018                            | 11. Juni 2004 16. Oktober 2004 30. November 2004 | Reederei Schepers, Elsfleth            | CMA CGM Brasilia → Julius S → Julius-S. |
| CSAV Tianjin                       | 454                                | 9299484                            | 26. Oktober 2004 11. Februar 2005 24. März 2005  | Reederei Schepers & Co., Elsfleth      | Jula S (2010) → Martha A (2015) → Turkon Egypt (2017) → Martha A (2018) |
| Maersk Neuenburg                   | 456                                | 9305881                            | - 2005                                           | Ocean Shipmanagement, Hamburg          | Natalie Schulte (2008) → Elba Island (2013) → Meratus Jayawijaka (2017) |
| Safmarine Ngami                    | 466                                | 9356074                            | - 26. Februar 2008                               | Safmarine Ship Management, Antwerpen   | Maersk Chesapeake (2023) |
| Safmarine Nyassa                   | 467                                | 9356086                            | - 11. April 2008                                 | Safmarine Ship Management, Antwerpen   | Maersk Nyassa (2023) |
| Safmarine Nile                     | 468                                | 9356098                            | - 1. Mai 2008                                    | Safmarine Ship Management, Antwerpen   | Maersk Narmada (2023) |
| Safmarine Nakuru                   | 469                                | 9356103                            | - 23. Juni 2008                                  | Safmarine Ship Management, Antwerpen   | Maersk Nakuru (2023) |
| Safmarine Nuba                     | 470                                | 9356115                            | - 23. Juni 2008                                  | Safmarine Ship Management, Antwerpen   | Maersk Nuba (2023) |
| Mercosul Santos                    | 474                                | 9356153                            | - 2009                                           | Mercosul Line, Sao Paulo               | - |
| Hermes Arrow                       | 482                                | 9491836                            | 20. November 2008 3. März 2009 18. Juni 2009     | Delphis, Antwerpen                     | 2018 Umbau zum Fruchtsafttanker Citrus Vita Brasil, so in Fahrt. |
| Vivien A                           | 483                                | 9491848                            | 9. Januar 2009 22. Oktober 2009 27. Mai 2010     | Arkas Denizcilik ve Nakliyat, Istanbul | - |
| Gülbeniz A                         | 484                                | 9491850                            | 16. August 2010 9. März 2011 18. April 2011      | Arkas Denizcilik ve Nakliyat, Istanbul | - |